# 레오폴트 예스너
레오폴트 예스너(Leopold Jessner, 1878년-1945년)는 독일의 연출가이다.

## 생애
2차대전후 베를린 국립극장 총감독이 되어 자연주의적 장치를 전폐한 계단무대를 도입하자, 이것이 각지에 유행했다. 새로운 조명기술은 표현주의의 서정적 모놀로그를 스포트의 사용으로 강조하거나, 극장에 현실과는 전혀 다른 차원의 세계를 나타나게 하는 데 성공했다.